# Eerste wet van de thermodynamica
De eerste wet van de thermodynamica, ook wel eerste hoofdwet genoemd, stelt dat energie niet verloren kan gaan of uit het niets kan ontstaan. De wet staat algemeen bekend als de "wet van behoud van energie". Er kunnen alleen omzettingen van energie plaatsvinden. De tweede wet van de thermodynamica stelt daarnaast nog andere voorwaarden aan de toegelaten omzettingen.
Sinds Einstein met zijn beroemde formule E = mc2 poneerde dat de massa en energie van een systeem met elkaar verbonden zijn, weten we dat energie verloren kan gaan wanneer er massa gecreëerd wordt, en vice versa. Om dit op te vangen beschouwt de wetenschap massa tegenwoordig ook als een vorm van energie, waardoor de eerste hoofdwet nog steeds geldt.

## Verschillende vormen van de eerste hoofdwet
1. Eerste hoofdwet in differentiaalvorm, met dU de toename van de inwendige energie van het systeem, δQ de toegevoegde warmte en δW de door het systeem verrichte arbeid[1]
{\displaystyle \mathrm {d} U=\delta Q-\delta W}
2. Eerste hoofdwet voor eenvoudige, gesloten systemen met onveranderlijke samenstelling, alleen hydrostatische arbeid, met U1 de inwendige energie voor het proces en U2 de inwendige energie na het proces (integraalvorm)
{\displaystyle U_{2}-U_{1}=\sum {Q}-\sum {W}}
3. Eerste hoofdwet voor eenvoudige open systemen met onveranderlijke samenstelling, alleen hydrostatische arbeid (integraalvorm)
{\displaystyle {\frac {M_{\mathrm {cv} }e_{\mathrm {cv} }}{\mathrm {d} t}}+{\dot {m}}_{\mathrm {uit} }(e+pv)_{\mathrm {uit} }-{\dot {m}}_{\mathrm {in} }(e+pv)_{\mathrm {in} }={\dot {Q}}-{\dot {L}}}
4. Generalisatie van de eerste hoofdwet, onveranderlijke samenstelling (differentiaalvorm)
{\displaystyle \mathrm {d} U=\delta Q+\sum _{i}{x_{i}\mathrm {d} Y_{i}}}
5. Eerste hoofdwet voor eenvoudige, gesloten systemen met veranderlijke samenstelling, alleen hydrostatische arbeid
{\displaystyle \mathrm {d} U=T\mathrm {d} S-p\mathrm {d} V+\sum _{i}{\mu _{i}\mathrm {d} n_{i}}}